# Tom Carr

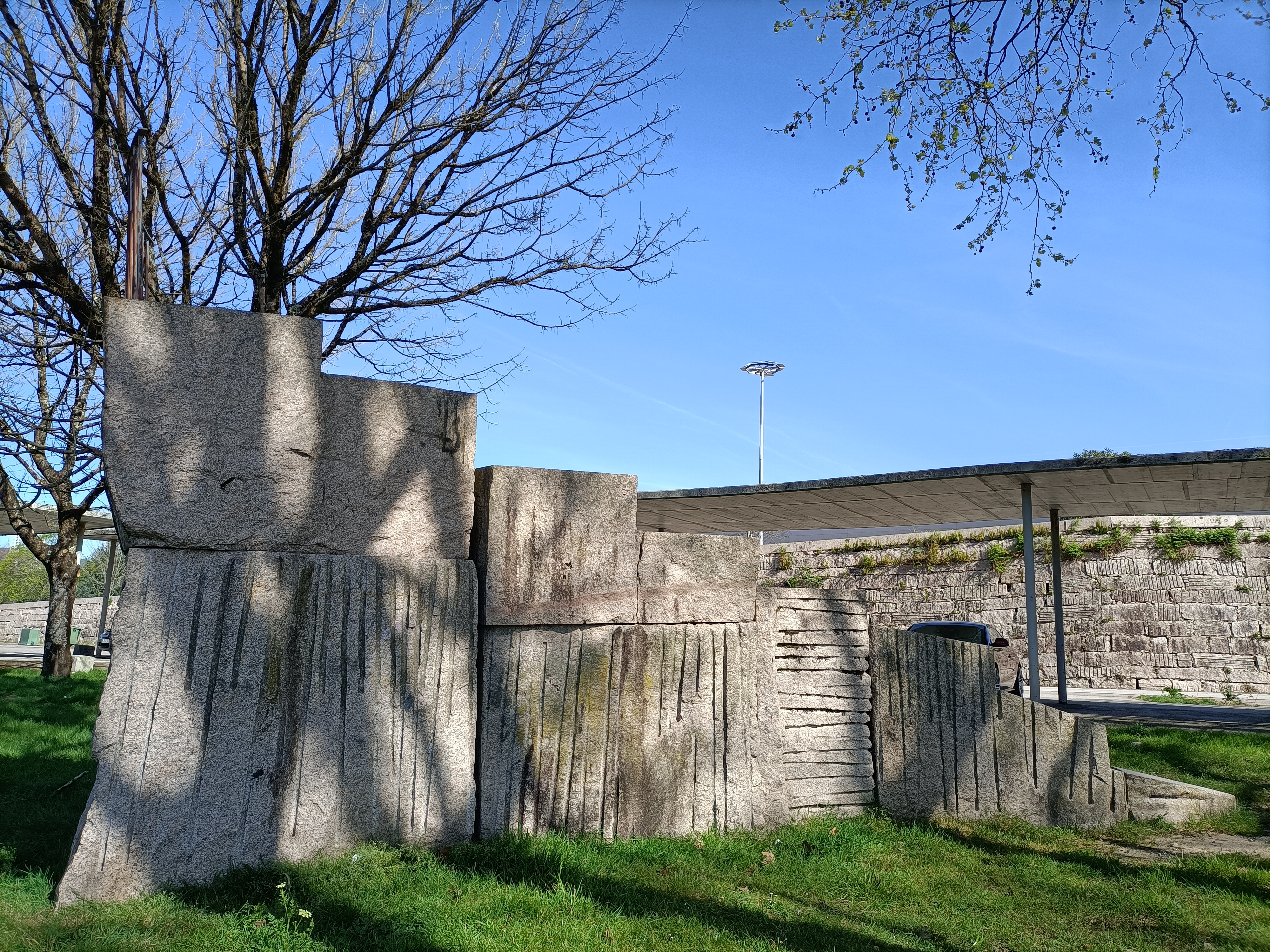
Mirador de granito (1988), en el parque Rosalía de Castro de Pontevedra.

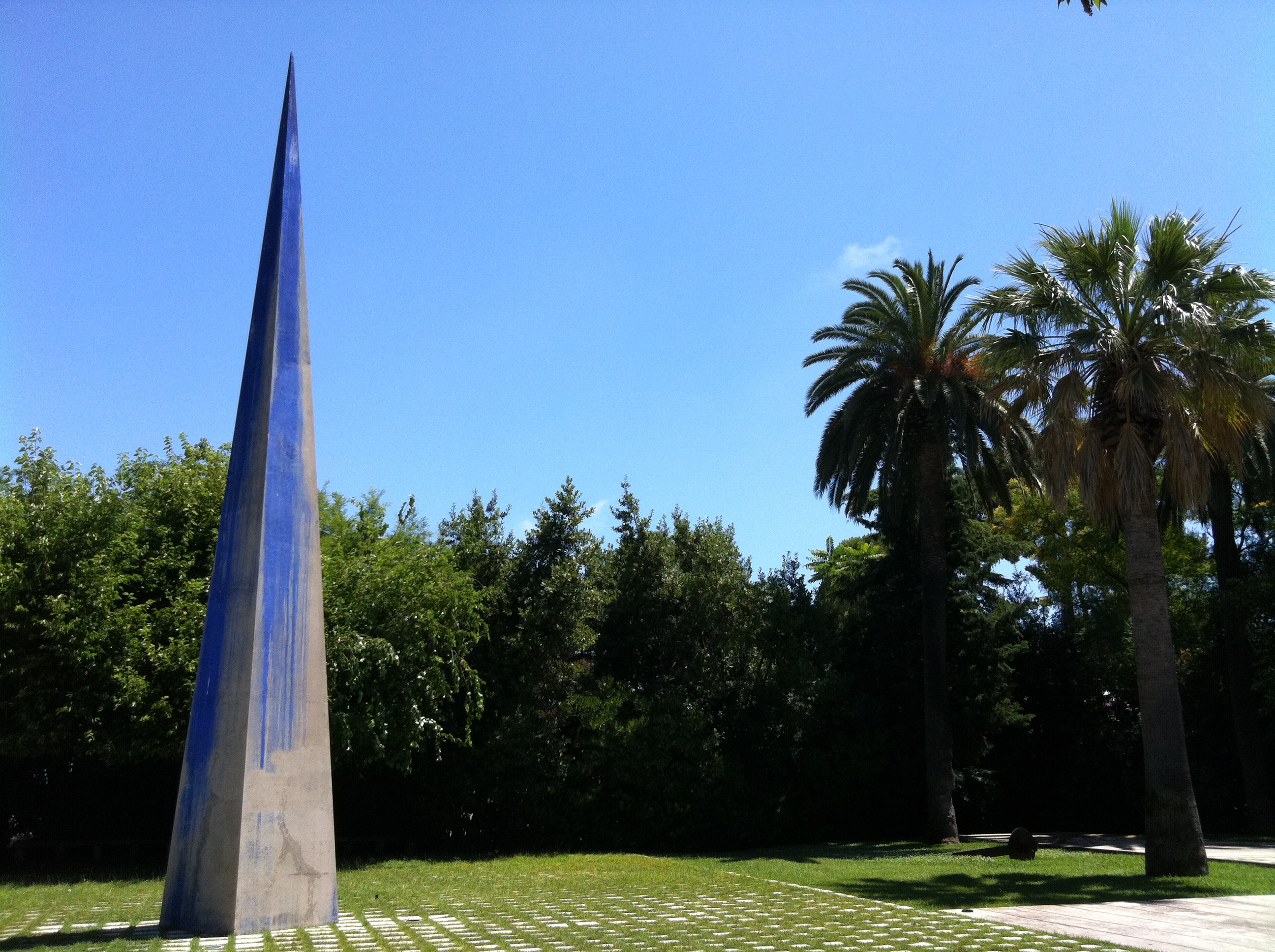
Agulla, obra de 1988-1990 expuesta en el Jardín de esculturas, al costado de la Fundación Joan Miró, en Barcelona.

Tom Carr (Tarragona, 1956) es un artista plástico contemporáneo español que vive y trabaja en San Quirico de Tarrasa. Es profesor en la Escuela Massana de Barcelona y ha impartido cursos en la School of Visual Arts (SVA - en) de Nueva York.

## Datos biográficos
Nació en Tarragona y cuando contaba cuatro años de edad su familia se trasladó a vivir a los Estados Unidos. Su madre es natural de Valencia y su padre es estadounidense. Hasta los 17 años estudió en los Estados Unidos, a excepción de un año en el que vivió en España cuando tenía cinco años y aprendió español en un colegio religioso.
Tras acabar la secundaria en los Estados Unidos, regresó a España con 18 años para estudiar Bellas Artes. Ha diseñado espacios lumínicos de diversos lugares, entre otros la Illa Fantasia de Vilasar de Mar.

## Exposiciones
- 1981- Espai 13 (ca) (Fundación Joan Miró) Tom Carr
- 2000. Cyclus. Burgos. Espacio Caja de Burgos.[2]
- 2007. Todo es muy raro. Sabadell. Alliance Française.
- 2009. Reberveratio. Obres de Tom Carr. 1974-2009. Tarragona: Caixa Tarragona.[3]